# Lyponia quadricollis
Lyponia quadricollis is een keversoort uit de familie netschildkevers (Lycidae). De wetenschappelijke naam van de soort werd in 1874 gepubliceerd door Ernst August Hellmuth von Kiesenwetter.